# John Manners-Sutton (1752-1826)
Le lieutenant-colonel John Manners-Sutton (29 juillet 1752 - 17 février 1826) est un soldat et homme politique britannique qui siège à la Chambre des communes de 1783 à 1796.

## Biographie

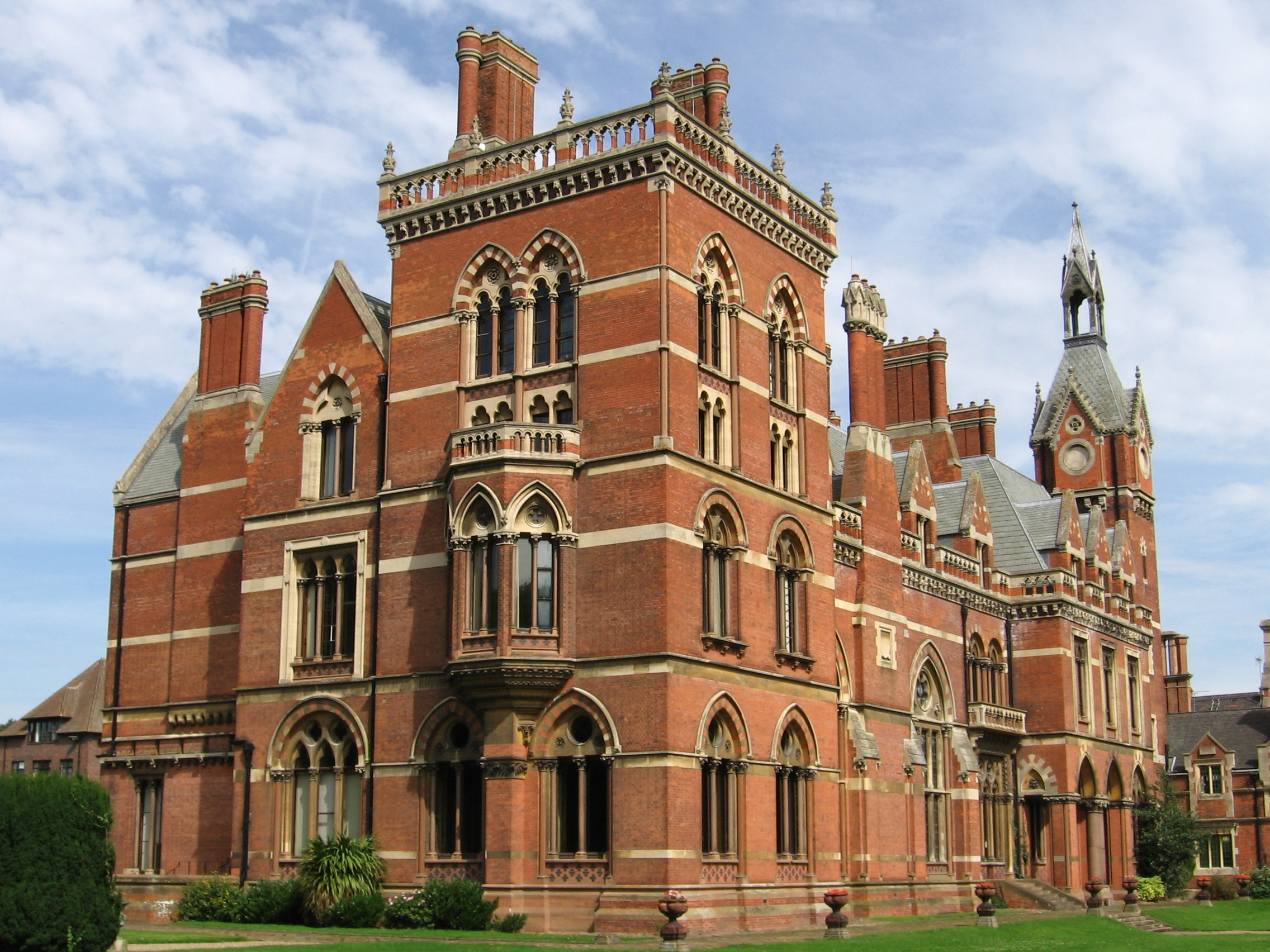
Kelham Hall

Il est le deuxième fils de Lord George Manners-Sutton. En 1768, il rejoint l'armée en tant que drapeau des Coldstream Guards. Il est promu lieutenant et capitaine en 1775 et lieutenant-colonel en 1780. Il se retire de l'armée en 1790.
Il est élu député de Newark lors d'une élection partielle en 1783. Il est réélu aux élections générales de 1784 et 1790 siégeant jusqu'en 1796. Il succède à son frère George Manners-Sutton (1751-1804), héritant de Kelham Hall près de Newark, dans le Nottinghamshire, et est nommé haut-shérif du Nottinghamshire de 1808 à 1809.
Manners-Sutton épouse Anne Manners, fille illégitime de John Manners (marquis de Granby), son cousin germain. Le couple a six enfants:
- John Manners-Sutton, décédé célibataire
- Robert Manners-Sutton, d. 1815
- Frederick Manners-Sutton (1784 - 30 août 1826), marié le 2 septembre 1821 à Lady Henrietta Lumley, fille de John Lumley-Savile (7e comte de Scarbrough).
- George Manners-Sutton (décédé le 13 janvier 1836), célibataire
- Mary Georgiana Manners Sutton (née en 1790, décédée le 8 novembre 1846), ancêtre de l'actrice Celia Imrie.
- Thomas Manners-Sutton (6 août 1795 - 27 octobre 1844), marié le 23 novembre 1826 à Lucy Mortimer et décédé sans descendance